# Etorfin
 Denne artikel bør gennemlæses af en person med fagkendskab for at sikre den faglige korrekthed.

 Der er for få eller ingen kildehenvisninger i denne artikel, hvilket er et problem. Du kan hjælpe ved at angive troværdige kilder til de påstande, som fremføres i artiklen.

Etorfin (Immobilon ell. M99) et en semi-syntetisk opioid, som har en bedøvende virkning som er ca. 1,000–3,000 gange kraftigere end morfin. Det blev første gang syntetiseret fra Oripavin i 1960. Det blev senere syntetiseret igen af en forskergruppe ved Macfarlan-Smith and Co. i Edinburgh, ledet af Professor Kenneth Bentley. Etorfin kan også syntetiseres ud fra Thebain.
Etorfin bruges mest til at bedøve elefanter og andre store pattedyr. Dosis til selv store dyr er stadig lille, f.eks. er dosis for et næsehorn helt ned til 5 mg. Stoffet minder også om morfin, idet det forårsager ophidselse hos mus, katte og medfører lavere hjertefrekvens og lavt blodtryk hos rotter, hunde, katte og aber. Etorfin er udelukkende til veterinært brug, og det er statsovervåget. Diprenorfin (M5050) er en opiodreceptorantagonist, der kan gives proportionalt med mængden af etorfin givet (1.3 gange) for at modvirke etorfins effekt. Stærk veterinær etorfin er dødelig for mennesker; en dråbe på huden kan forårsage døden inden for få minutter.

## Syntese
Syntesen af etorfin foregår i to trin, hvor udgangsstoffet er et af de to morfinlignende forbindelser thebain og oripavin. I det første trin af syntesen laver man en Diels-Alders ringslutning ved at lade udgangsstoffet reagere med but-3-enon. I syntesens andet trin foretages der en Grignard reaktion med propan-1-magnesiumbromid efterfulgt af behandling med hydrogeniodid.